# Against All Odds (Take a Look at Me Now)
Against All Odds (Take a Look at Me Now) (també titulat "Against All Odds") és una cançó del baterista, cantant i compositor anglès Phil Collins. Es va gravar per a la banda sonora de la pel·lícula del mateix nom de Taylor Hackford de 1984. Es tracta d'una balada romàntica en la què el seu protagonista planteja a una ex parella sentimental que “li doni un cop d'ull”, sabent que la reconciliació és “contra tot pronòstic” però tot considerant que val la pena intentar-ho.
El senzill va assolir el número 2 dels UK Singles Charts del Regne Unit, el lloc número 1 al Billboard Hot 100 d'Estat Units, i el primer dels set números 1 als Estats Units per Collins a la seva carrera en solitari.
La cançó ha estat versionada per diversos cantants, algunes de les quals han tingut èxit tant als mercats nord-americans com al Regne Unit. La cançó ha arribat dues vegades al número 1 de senzills del Regne Unit; versionada a través del duet de Mariah Carey i FT Westlife al setembre del 2000, i després de nou per Steve Brookstein, el primer guanyador de The X Factor, el gener del 2005.

## Història
La cançó es va crear explícitament per a la pel·lícula, tot i que es basava en una cançó inèdita que Collins havia escrit el 1981. Hackford, que havia utilitzat també una cançó per a la seva anterior pel·lícula del 1982, An Officer and a Gentleman va voler repetir per a Against All Odds, que era un remake de Out of the Past. Quan va signar amb Atlantic Records, se li va oferir una llista d'artistes, entre els quals hi era Collins. Aquest va ser escollit per interpretar la cançó temàtica de la pel·lícula per la qualitat de la seva veu. Hackford volia un tema per refllectir l'esperit de la pel·lícula". De manera que Collins va tornar a una cançó que no va aparèixer al seu àlbum de debut en solitari Face Value anomenada "How Can You Sit There" i la va adaptar per adaptar-se a la pel·lícula. La cançó apareix com a música de fons durant els crèdits de tancament.
En una entrvista del 2007 al programa de ràdio pública This American Life, Phil Collins va explicar que en aquella època escrivia cançons en solitari per tractar el dolor de la seva vida personal; "Aquella cançó va ser escrita durant el meu primer divorci. La meva primera dona i els nens havien desaparegut i em vaig quedar allà. La cançó va ser escrita més com la narració d'una experiència que no pas a com una cançó en si mateixa". "Sense aquestes vivencies no hauria sentit tots aquests sentiments. Estava assegut en un piano nit rere nit, dia rere dia, escrivint aquestes coses."

## Rebuda
"Against All Odds" va guanyar el Premi Grammy a la Millor Interpretació Vocal Pop Masculina en 1985, va ser nominada per a la Cançó de l'Any i per a un Premi Oscar de l'Acadèmia, així com per a un Globus d'Or en les categories de Millor Cançó Original. En la cerimònia dels Premis Oscar, Collins no va ser convidat a cantar la seva cançó a l'escenari i, en canvi, es va haver d'asseure com espectador mentre la ballarina Ann Reinking oferia una actuació vocal en playback acompanyada d'una rutina de ball. La interpretació de Reinking va ser mal rebuda pels crítics de Los Angeles Times and People, així com pel mateix Collins tal com va declarar en una entrevista a Rolling Stone. La guanyadora d'aquella edició va se "I just call to say I love you" d'Stevie Wonder.
En una crítica retrospectiva de la banda sonora, Heather Phares d'Allmusic, va afirmar que la pel·lícula es recordava millor per la inclusió de la "cançó clàssica" de Collins. Phares va afegir que la cançó "no és només una de les cançons definitives de Collins, sinó una de les millors cançons d'amor dels anys 80". El director Taylor Hackford també va tenir la mateixa opinió, afirmant que va ajudar "decididament" la pel·lícula: la gent la va identificar amb la cançó i va venir a veure-la. A més, quan el senzill va assolir els cinc primers llocs, va contribuir a l'augment de les vendes en taquilla de la pel·lícula.

## Live Aid
El juliol de 1985, Phil Collins va participar en els concerts de Live Aid, una continuació de l'esforç de recaptació de fons iniciat per part de Band Aid. Collins va ser l'únic intèrpret que va aparèixer al concert de Londres al Wembley Stadium i al concert dels Estats Units al JFK Stadium de Filadèlfia el mateix dia. Després de tocar a Londres amb "Against All Odds", "In the Air Tonight" i tocant al costat de Sting, Collins va viatjar a Filadèlfia amb l'avió Concorde per interpretar en la sèptima tanda del concert altra cop "Against All Odds" i "In the Air Tonight". Va començar la seva actuació amb la frase "He estat a Anglaterra aquesta tarda. Divertit vell món, oi?" als aplaudiments de la multitud de Filadèlfia.